# Cyathochaeta
Cyathochaeta Nees  é um género botânico pertencente à família Cyperaceae.

## Espécies
- Cyathochaeta australis
- Cyathochaeta avenacea
- Cyathochaeta clandestina
- Cyathochaeta diandra
- Cyathochaeta equitans
- Cyathochaeta stipoides
- Cyathochaeta teretifolia